# Jetis (Jaten)
Jetis is een bestuurslaag in het regentschap Karanganyar van de provincie Midden-Java, Indonesië. Jetis telt 5330 inwoners (volkstelling 2010).